# إينوك فوستر
إينوك فوستر (بالإنجليزية: Enoch Foster) هو محامي وقاضي أمريكي، ولد في 10 مايو 1839، وتوفي في 15 نوفمبر 1913.